# Centinex
Centinex ist eine schwedische Death-Metal-Band aus Avesta. Der Bandname ist ein Fantasiewort ohne besonderen Hintergrund.

## Geschichte
Centinex wurde 1990 gegründet. Erste Aufnahmen folgten im März 1991. Mit den beiden Sängern Mattias Lamppu und Lasse Eriksson, Andreas Evaldsson (Gitarre), Martin Schulman (Bass) und Per Guselius (Schlagzeug) begab man sich ins Sunlight Studio und spielte das Demo End of Life ein. Joakim Gustafsson stieg im Anschluss als neuer Schlagzeuger ein.
1992 erschien das Debütalbum Subconscious Lobotomy, das über Underground Records in einer Auflage von 1.000 Stück veröffentlicht und von Tomas Skogsberg und Fred Estby (Dismember) produziert wurde. 1993 verließ Mattias Lamppu die Gruppe und Centinex machte mit nur einem Sänger weiter.
Mit einem Drei-Track-Promo konnte sich die Gruppe einen Vertrag bei Wild Rags Records sichern, die ihr die Promo als EP unter dem Titel Under the Blackened Sky veröffentlichten. 1994 erschien die EP Transcend the Dark Chaos mit dem zweiten Gitarristen Kenneth Wiklund. Im Anschluss verließ Joakim Gustafsson die Band. Centinex machte daraufhin mit einem Drumcomputer weiter. Mit Inverted erschien eine Split-7’’, dann folgte das zweite Album Malleus Maleficarum auf Wild Rags, das vor allem aus den Aufnahmen der EPs bestand.
1997 erschien das dritte Album Reflections, gefolgt von Reborn Through Flames 1998 auf Repulse Records. Anschließend kam es zu gravierenden Besetzungswechseln. Als einziges Gründungsmitglied blieb Bassist Martin Schulman der Gruppe erhalten. Johan Jansson stieg als neuer Sänger ein, neuer Gitarrist wurden Jonas Kjellgren, das Schlagzeug wurde weiterhin durch einen Drumcomputer ersetzt. Die beiden neuen Mitglieder kamen von der Gruppe Dellamorte. Trotz dieser gravierenden Umbesetzung erschien 1999 die EP Bloodhunt. Anschließend stieg mit Kennet Englund (ebenfalls von Dellamorte) ein Schlagzeuger ein.
2000 erschien Hellbrigade, das letzte Album für Repulse Records. Die Gruppe unterschrieb dann bei Candlelight Records, die Diabolical Desolation 2002 veröffentlichen. 2004 folgte Decadence: Prophecies of Cosmic Chaos . Nach der Veröffentlichung stieß Ronnie Bergerståhl als neuer Schlagzeuger zur Gruppe. 2005 erschien das aktuelle Album World Declension, ein Konzeptalbum über die Apokalypse.
Nachdem Centinex zum wiederholten mal mit Besetzungsproblemen zu kämpfen hatte, löste sich die Band 2006 auf. Schulman, Jansson und Bergerståhl gründeten daraufhin die Death-Metal-Band Demonical; 2014 jedoch entschlossen sich Schulman und Englund auch Centinex wieder fortzuführen. Mit zur Band stießen Sänger Alexander Högbom und Gitarrist Sverker Widgren.

## Stil
Anfangs orientierte sich die Gruppe an Hardcore Punk und Florida Death Metal. Nicht zuletzt durch den Einstieg der Mitglieder von Dellamorte veränderte sich der Stil der Gruppe hin zum schwedischen Death-Metal-Stil. Die Band verfolgte später einen Stil, der sowohl die Aggressivität von Death- und Black Metal, als auch harmonische Melodien zu vereinen suchte. Als Vorbild diente hier die in der Metal-Szene populäre Band At the Gates.

## Diskografie

### Studioalben
- 1992: Subconscious Lobotomy
- 1996: Malleus Maleficarum
- 1997: Reflections
- 1998: Reborn Through Flames
- 1999: Bloodhunt
- 2000: Hellbrigade
- 2002: Diabolical Desolation
- 2004: Decadence – Prophecies of Cosmic Chaos
- 2005: World Declension
- 2014: Redeeming Filth
- 2016: Doomsday Rituals
- 2020: Death in Pieces

### EPs
- 1995: Sorrow of the Burning Wasteland/Diabolical Ceremonies (7"-Split mit Inverted)
- 1998: Shadowland (7"-Single)
- 2001: Apocalyptic Armageddon (7"-Single)
- 2003: Hail Germania (Split mit NunSlaughter)
- 2003: Deathlike Recollections (7"-Single)
- 2004: Live Devastation (Live-EP)

### Kompilationen
- 2003: Bloodhunt / Reborn Through Flames

### Demos
- 1991: End of Life
- 1993: Under the Blackened Sky
- 1994: Transcend the Dark Chaos